# Hot (album de Inna)
Hot este albumul de debut al interpretei de origine română Inna. Materialul a fost lansat în Polonia la data de 4 august 2009, prin intermediul caselor de discuri Roton și Ultra Records.

## Ordinea pieselor pe disc
Ediția standard (Polonia)
1. „Hot” - 3:34
2. „Love” - 4:14
3. „Nights & Days” - 3:21
4. „Fever” - 3:02
5. „Left Right” - 5:55
6. „Amazing” - 3:28
7. „Don't Let The Music Die” - 3:24
8. „On & On” - 3:38
9. „Ladies” - 5:09
10. „Déjà Vu” (feat. Bob Taylor) - 4:18
11. „On & On” (Chillout Mix) - 3:50

## Extrase pe single
- După câteva luni de înregistrări cu echipa Play & Win, discul single de debut al Innei, a avut premiera la 26 octombrie 2008 în emisiunea Request 629 de la postul radio Vibe FM.[1] Intitulat „Hot”, cântecul a început să fie promovat sub reprezentarea casei de înregistrări Roton. La scurt timp, piesa a beneficiat de un videoclip, lansat în premieră pe pagina web radio21.ro Arhivat în 5 ianuarie 2017, la Wayback Machine., în noiembrie 2008.[2] La finele anului 2008, clasamentele de specialitate din România confirmau succesul cântecului „Hot”, care ocupa prima poziție în Fresh Top 40 și Nielsen Airplay Chart.[3] Concomitent, „Hot” a obținut locul cinci în ierarhia Romanian Top 100, surclasând șlagăre ale unor interpreți precum Rihanna, Morandi sau Blaxy Girls.[4] Fiind nemulțumită de prima variantă a videoclipului, Inna a hotărât de comun acord cu Roton să filmeze o nouă versiune pentru „Hot”. Într-un interviu acordat site-ului românesc agenda.ro, Inna a declarat: „După ce a aparut pe YouTube (primul videoclip – n.n.) comentariile n-au fost cele pe care le așteptam. Așa că am decis să refilmăm.”[5] Noua versiune a avut premiera pe 19 decembrie 2008 și a început să fie difuzată la scurt timp de cele mai importante posturi de televiziune din România.[6]
- Cel de-al doilea disc single al Innei urma să fie lansat la data de 2 februarie 2009,[7] dar din motive confidențiale, promovarea sa a fost amânată de câteva ori.[8][9] Cântecul, intitulat „Love”, a avut premiera la 25 aprilie 2009.[10]  la începutul lui mai 2009, videoclipul adiacent a fost difuzat pentru prima oară pe pagina web radio21.ro Arhivat în 5 ianuarie 2017, la Wayback Machine..[11] Piesa s-a bucurat de succes în România, intrând pe prima poziție în topul postului de radio Vibe FM;[12] Piesa a ocupat aceeași poziție și în clasamentele publicate de Radio 21 și Radio Zu,[13][14] iar în ierarhia Romanian Top 100 a câștigat cea de-a patra treaptă.[15]
- În primăvara anului 2009, Inna a colaborat cu interpretul Bogdan Croitoru pentru înregistrarea celui de-al treilea disc single din cariera sa, intitulat „Déjà Vu”.[16] Cei doi au stabilit să promoveze cântecul folosind pseudonime noi, Inna scriindu-și numele invers, Anni, iar Croitoru preluând numele Bob Taylor. Ulterior, după ce piesa obținea succes în România, cei doi au confirmat faptul că ei sunt persoanele care interpretează compoziția muzicală „Déjà Vu”.[17][18] Referitor la această campanie de promovare, Inna a declarat pe pagina sa web: „Consider că o piesă bună poate să fie promovată și ascultată fără a se ști de cine este compusă sau cine o interpretează.”[17] Videoclipul filmat pentru acest disc single nu o prezintă pe Inna, ea preferând să nu participe la filmări.[17] Piesa „Déjà Vu” a devenit un succes în România, câștigând poziția cu numărul șapte în ierarhia Romanian Top 100.[19] De asemenea, cântecul s-a bucurat de succes moderat în ierarhia Bulgaria Singles Top 40, ocupând locul douăzeci și nouă. [20]
- Cel de-al patrulea disc single al Innei, intitulat „Amazing”, a avut premiera la data de 6 august 2009 pe site-urile radio21.ro Arhivat în 5 ianuarie 2017, la Wayback Machine., Bravonet.ro și Inna.ro Arhivat în 6 octombrie 2021, la Wayback Machine..[21][22] Videoclipul adiacent piesei a fost filmat în ultima parte a lunii august în Portugalia, regizor fiind Tom Boxer.[23]

## Evoluția în clasamente
| Clasamentul (2009) | Poziția maximă | Săptămâni în clasament | Referință |
| ------------------ | -------------- | ---------------------- | --------- |
| Polonia            | 28             | 2                      | [ 24 ]    |